# Марчело Бачарели
Марчело Бачарели (на италиански: Marcello Bacciarelli, * 16 февруари 1731 в Рим, † 5 януари 1818 във Варшава) е италиански бароков художник.
Той следва в Рим и получава първите си поръчки в Дрезден в двора на Фридрих Август II от Саксония. През 1756 г. той посещава Варшава и се запознава със Станислав Август Понятовски, по-късният полски крал. През 1764 г. той пътува до Виена, където се среща и с императрица Мария Тереза и намира там работа. От 1766 г. остава завинаги в Полша. През периода 1776 – 1785 г. има ателие в двореца.
През 1816 г. Марчело Бачарели става почетен професор на кралския университет на Полша. През 1818 г. умира във Варшава.